# André Sana
André Sana (* 20. Dezember 1920 in Araden, Irak; † 8. Mai 2013) war ein irakischer chaldäisch-katholischer Erzbischof von Kirkuk.

## Leben
André Sana empfing am 15. Mai 1945 die Priesterweihe. Papst Pius XII. ernannte ihn am 20. Juni 1957 zum Bischof von Aqra. Der Patriarch von Babylon, Joseph VII. Ghanima, spendete ihm am 6. Oktober 1957 die Bischofsweihe; Mitkonsekratoren waren Souleyman Sayegh, Weihbischof in Mosul, und Gabriel Ganni, Weihbischof in Beirut. André Sana war Konzilsvater aller vier Sitzungsperioden des Zweiten Vatikanischen Konzils. 1966/67 war er zudem Bischof von Amadiyah.
Papst Paul VI. ernannte ihn am 14. Dezember 1977 zum Bischof von Kirkuk. Am 27. September 2003 nahm Papst Johannes Paul II. seinen altersbedingten Rücktritt an.